# Didot (typsnitt)

Stilexempel på tecken tryckta med Didot

Didot är ett typsnitt, som först utvecklades åren 1784–1811 av de franska bröderna Firmin och Pierre Didot. Typsnittet räknas idag som medlem i typsnittsfamiljen didoner, och bär starka likheter med bland annat Bodoni. Det har i modern tid skurits i flera nya tappningar, bland annat av den schweiziske typografen Adrian Frutiger.
Först med att importera den didotska antikvastilen till Sverige var på 1790-talet Johan Samuel Ekmanson (född 1760).